# NGC 354
NGC 354 is een balkspiraalstelsel in het sterrenbeeld Vissen. Het hemelobject ligt ongeveer 191 miljoen lichtjaar van de Aarde verwijderd en werd op 24 oktober 1881 ontdekt door de Franse astronoom Édouard Jean-Marie Stephan.

## Synoniemen
- PGC 3763
- UGC 645
- MCG 4-3-37
- MK 353
- ZWG 480.37
- IRAS01005+2204